# District de Devecser
Le district de Balatonalmádi (en hongrois : Balatonalmádi járás) est un des 10 districts du comitat de Veszprém en Hongrie. Il compte 14 948 habitants et rassemble 28 localités : 27 communes et une seule ville, Devecser, son chef-lieu.
Cette entité existait déjà auparavant jusqu'en 1971, année où le chef-lieu a été déplacé à Ajka et par conséquent, le district est devenu District d'Ajka.

## Localités
- Adorjánháza
- Apácatorna
- Borszörcsök
- Csögle
- Dabrony
- Devecser
- Doba
- Egeralja
- Iszkáz
- Kamond
- Karakószörcsök
- Kerta
- Kisberzseny
- Kiscsősz
- Kispirit
- Kisszőlős
- Kolontár
- Nagyalásony
- Nagypirit
- Noszlop
- Oroszi
- Pusztamiske
- Somlójenő
- Somlószőlős
- Somlóvecse
- Somlóvásárhely
- Tüskevár
- Vid